# Germain Duclos
Pour les articles homonymes, voir Duclos.
Germain Duclos est un psychoéducateur et un orthopédagogue canadien (québécois) auteur d'ouvrages sur le développement de l'enfant et l'estime de soi. Il est aussi conférencier.

## Publications
- Louise-Anne Beauregard, Richard Bouffard et Germain Duclos, Programme Estime de soi et compétence sociale chez les 8 à 12 ans, Montréal, CHU St-Justine, 2000, 192 p. (ISBN 9782921858878)
- Germain Duclos, Danielle Laporte et Jacques Ross, L'estime de soi des adolescents, Montréal, CHU St-Justine, 2002, 96 p. (ISBN 9782922770421)
- Martin Duclos et Germain Duclos, Responsabiliser son enfant, Montréal, CHU St-Justine, 2005, 198 p. (ISBN 9782896190331)
- Germain Duclos, Guider mon enfant dans sa vie scolaire, Montréal, CHU St-Justine, 206, 280 p. (ISBN 9782896190621)
- Germain Duclos, Que savoir sur l'estime de soi de mon enfant ?, Montréal, CHU St-Justine, 2008, 72 p. (ISBN 9782896191321)
- Germain Duclos, Aider les jeunes enfants en difficulté : Prévention et intervention, Montréal, CHU St-Justine, 2008, 214 p. (ISBN 9782896191017)
- Germain Duclos, L'estime de soi des parents, Montréal, CHU St-Justine, 2009, 72 p. (ISBN 9782896191888)
- Germain Duclos, L'estime de soi, un passeport pour la vie, Montréal, CHU St-Justine, 2010, 248 p. (ISBN 9782896192540)
- Germain Duclos, La motivation à l'école : Un passeport pour l'avenir, Montréal, CHU St-Justine, 2010, 184 p. (ISBN 9782896192359)
- Germain Duclos, Attention, enfant sous tension! : Le stress chez l'enfant, Montréal, CHU St-Justine, 2011, 146 p. (ISBN 9782896194186)